# Mangoma salicis
Mangoma salicis is een vliesvleugelig insect uit de familie Eurytomidae. De wetenschappelijke naam is voor het eerst geldig gepubliceerd in 1834 door Walker.